# 沖波 (駆逐艦)
沖波（おきなみ）は、日本海軍の一等駆逐艦。夕雲型駆逐艦の14番艦である。

## 概要
日本海軍が太平洋戦争で運用した駆逐艦。
舞鶴海軍工廠で、1942年（昭和17年）8月から、1943年（昭和18年）12月上旬にかけて建造された。
竣工後、訓練部隊の第十一水雷戦隊に所属した。
1944年（昭和19年）2月10日、夕雲型3隻（沖波、岸波、朝霜）は第二水雷戦隊隷下の第31駆逐隊に編入される。
第31駆逐隊は船団護衛任務に従事したあと、5月下旬までにタウイタウイ泊地へ集結した。
6月中旬、「沖波」は軽巡「能代」等と共に大和型戦艦2隻（大和、武蔵）を護衛して渾作戦に従事した。続いて小沢機動部隊や別働の31駆僚艦に合流してマリアナ沖海戦に参加した。敗北後、一度内地に帰投。7月上旬、第31駆逐隊は遊撃部隊（指揮官栗田健男中将、第二艦隊司令長官）を護衛して日本本土を出撃、リンガ泊地に進出した。その後はリンガ泊地で訓練に従事する。
10月中旬以降の捷一号作戦に伴うレイテ沖海戦で、第31駆逐隊は第一遊撃部隊（通称栗田艦隊）に所属。10月25日のサマール沖海戦で重巡洋艦「鈴谷」が沈没すると、「沖波」は単艦で鈴谷乗組員多数を救助した。その後、「沖波」は姉妹艦「早霜」の救援を行い、続いて重巡「熊野」の護衛に従事、ともにマニラへ帰投した。
レイテ沖海戦後、第31駆逐隊は第二遊撃部隊（指揮官志摩清英中将、第五艦隊司令長官）の指揮下に入り、第一水雷戦隊司令官木村昌福少将（第一水雷戦隊旗艦「霞」）の指揮下で多号作戦に従事した（第二次多号作戦部隊）。
11月5日、「沖波」はマニラ在泊中に空襲を受けて損傷（同時に、沈没した重巡洋艦「那智」 を救援）。同港で応急修理中の11月13日、マニラ大空襲により停泊中の各艦と共に沈没した（大破着底状態）。12月31日、放棄された。残骸は戦後になり浮揚・解体された。

## 艦歴

### 完成まで
1942年度（マル急計画）仮称第342号艦として舞鶴海軍工廠で建造されることになり、1942年（昭和17年）8月5日に起工した。
1943年（昭和18年）5月25日、「沖波」は姉妹艦（岸波、朝霜）や海防艦2隻（御蔵、平戸）、標的艦「波勝」等と共に命名された。3隻（沖波、岸波、朝霜）は同日附で一等駆逐艦夕雲型に登録。
7月18日、「沖波」は進水した。 
11月6日、日本海軍は水雷艇「鵲」艇長、駆逐艦「初春」艦長 等を歴任した牧野坦中佐 を、沖波艤装員長に任命した。
11月10日、舞鶴海軍工廠に艤装員事務所を設置する。
「沖波」は12月10日に竣工し、艤装員事務所は撤去された。牧野艤装員長も、正式に駆逐艦長（初代）となった。舞鶴鎮守府籍となる。

### 就役後
12月10日の竣工と共に、「沖波」は訓練部隊の第十一水雷戦隊（司令官高間完少将、司令官代理小川莚喜大佐）に編入される。瀬戸内海に回航され、第十一水雷戦隊各艦（第二戦隊〈山城、伊勢、日向〉、訓練部隊〈龍田、岸波、沖波、朝霜〉）や修理復帰艦艇（不知火、春雨）等と訓練を受けた。
12月29日、燧灘で十一水戦に春雨（二水戦、第27駆逐隊）が合同する。駆逐艦4隻（時雨、春雨、沖波、朝霜）は戦艦「山城」を護衛して呉を出発する。12月31日、横須賀回航部隊は横須賀に到着した。
1944年（昭和19年）1月4日、「沖波」と「朝霜」は内海西部に戻る。以降、第十一水雷戦隊は臨時編入艦と共に内海西部で訓練に従事する。
1月下旬、サイパン島より横須賀へ向かっていた航空母艦「雲鷹」（1月19日、アメリカ潜水艦の雷撃で損傷）と護衛艦艇は悪天候のため燃料残量が乏しくなり、またアメリカの潜水艦に狙われて窮地に陥った。
1月29日、「沖波」と「岸波」は桂島泊地を出撃、小笠原諸島周辺を航行中の雲鷹隊救援に向かった。
2月5日、雲鷹隊に合流した。2月7日、燃料補給を終えた各艦（高雄、潮、曙、初霜）は雲鷹隊に再合流した。
同日夜、重巡洋艦「高雄」以下の雲鷹護衛部隊は横須賀に到着して、任務を終えた。

### 第31駆逐隊
2月10日、夕雲型駆逐艦3隻（沖波、岸波、朝霜）は第二水雷戦隊（司令官早川幹夫少将、旗艦「能代」）隷下の第31駆逐隊に編入された。
当時の第31駆逐隊は「長波」1隻となっており、夕雲型駆逐艦4隻（長波、岸波、沖波、朝霜）で再編された。駆逐隊司令福岡徳治郎大佐も任命されたばかりである。
2月26日、第31駆逐隊（岸波、沖波、朝霜）は宇品を出港し、マリアナ諸島へ移動する第29師団、師団戦車隊・補給部隊等の陸軍兵士と装備品を乗せた「安芸丸」（日本郵船、11,409トン）、「東山丸」（大阪商船、8,666トン）、「埼戸丸」（日本郵船、9,247トン）の3隻の優秀貨客船による緊急輸送作戦に従事した。
船団は2月29日未明、米潜水艦に襲撃された。雷撃により「岬戸丸」が沈没、「安芸丸」が損傷した。「沖波」は健在船（安芸丸、東山丸）を護衛してグアム島およびサイパン島へ先行する。現場に残った「朝霜」は、爆雷攻撃により米潜水艦を撃沈した。この米潜水艦は「トラウト (USS Trout, SS-202) 」だった。
3月4日、船団はグァム島に到着して第29師団司令部と歩兵第38聯隊を揚陸し、翌日にはサイパン島で歩兵第50聯隊が上陸した。「崎戸丸」の生存者を収容した各艦はサイパン島へ移動し、3月6日に歩兵第18聯隊生存者を揚陸した。3月15日、31駆は横須賀に帰投した。
3月20日、第31駆逐隊（岸波、沖波、朝霜）はトラック諸島行きの東松三号特別船団、輸送船3隻（浅香丸、山陽丸、さんとす丸）を護衛して館山を出航する。船団は3月28日にトラック泊地に到着した。その後も、タンカー船団の護衛に従事した。
5月中旬以降、第31駆逐隊は前進根拠地のタウイタウイ方面にあり、同方面で対潜警戒に従事した。
6月9日、タウイタウイ泊地で対潜掃蕩作戦に従事中の駆逐艦4隻（磯風、谷風、島風、早霜）が、アメリカ潜水艦「ハーダー (USS Harder, SS-257) 」に襲撃され、「谷風」が轟沈した。急遽出動した「沖波」は、「谷風」の生存者を救助した。
この頃、ビアク島を巡って日本軍と連合軍間で攻防が繰り広げられていた（ビアク島の戦い）。日本海軍は渾作戦を発動してビアク島救援作戦を展開していたが、過去二度にわたる作戦は目的を達しえなかった。そこで、大和型戦艦2隻なども投入して第三次渾作戦を敢行、上陸船団撃破と機動部隊の誘い出しを図る事となった。第一戦隊司令官宇垣纏海軍中将が率いる渾部隊は、宇垣司令官直率の攻撃隊（第一戦隊〈大和、武蔵〉、第五戦隊〈妙高、羽黒。2隻ともバチャン泊地にて先行待機中〉、水雷戦隊〈能代、島風、沖波、朝雲、山雲、野分〉）、第一輸送隊（重巡「青葉」、軽巡「鬼怒」、駆逐艦4隻）、第二輸送隊（津軽）等という戦力を揃えた。
6月10日、攻撃部隊はタウイタウイを出撃した。直後にアメリカ潜水艦「ハーダー」に発見された。これと同時に日本艦隊も「ハーダー」の潜望鏡を発見し、「沖波」は「ハーダー」を攻撃するため部隊から分離した。「ハーダー」はこの一週間の間にタウイタウイ周辺で駆逐艦3隻を立て続けに撃沈しており、今回も「沖波」の真正面から魚雷を発射した。二つの爆発音が聞こえ、「ハーダー」側は「沖波」を撃沈したと判断したが、「沖波」は艦首7mで魚雷を回避。逆に爆雷攻撃で「ハーダー」を追い払った。ただし「大和」座乗の宇垣中将以下日本側も「ハーダー」を撃沈したと判断し、「沖波」の乗組員は「谷風の仇を討った」と思っていた。
6月12日、「大和」以下攻撃部隊はハルマヘラ島バチャン泊地に到着した。同地で第五戦隊他と合流する。作戦開始を待ったが、6月13日になってサイパン島に対する艦砲射撃が開始されるに到り、戦局は急展開する。
連合艦隊は渾作戦の中止と「あ号作戦決戦用意」を発令する。攻撃部隊は同日夜にバチャンを急遽出撃し、第三艦隊司令長官小沢治三郎中将率いる第一機動艦隊（旗艦「大鳳」）に合流すべく急行した。
6月19日 - 20日のマリアナ沖海戦における第31駆逐隊は、前衛部隊（指揮官栗田健男第二艦隊長官、旗艦「愛宕」）に所属して米軍と交戦した（艦隊編成と経過については、当該記事を参照）。

6月19日朝、栗田艦隊が第一航空戦隊（甲部隊）攻撃隊を誤射した際には、「沖波」のみが対空砲火を開かなかったというが、実際には「武蔵」等、「沖波」以外にも射撃していない艦がいた。
6月20日の対空戦闘で、栗田艦隊は損傷艦数隻（千代田、榛名、摩耶）を出したが、沈没艦はいなかった。
敗北後、日本艦隊は中城湾（沖縄本島）へ移動した。宿毛湾泊地から「岸波」と「沖波」は重巡「摩耶」を護衛して横須賀へ移動、6月30日に到着した。
7月上旬、日本海軍は遊撃部隊主力をリンガ泊地に進出させることにした。
7月8日 - 9日、遊撃部隊主隊（指揮官・栗田中将）は臼杵湾を出動。輸送物件の関係から、甲部隊と乙部隊という編成だった。第31駆逐隊は甲部隊所属だった。
7月10日午後、遊撃部隊主隊は中城湾に到着し、沖縄の第三十二軍（司令官渡辺正夫中将）に対する輸送任務を行う。また第31駆逐隊は戦艦「武蔵」から燃料補給を受けた。
同日夕刻、甲部隊は沖縄を出発、リンガ泊地に直接向かった（乙部隊は12日出発）。暴風雨に遭遇して駆逐艦「五月雨」が一時行方不明になったが、特に異状なく7月16日にシンガポール（一部はリンガ泊地直行）到着。ほどなく乙部隊 や「摩耶」もリンガ泊地に進出し、第一遊撃部隊（8月1日附改定）は訓練に励んだ。
8月中旬、31駆はシンガポール～クチン（ボルネオ島）間の船団護衛任務に従事した。

### レイテ沖海戦
10月18日、捷一号作戦発動に伴って第二艦隊司令長官・栗田健男中将が指揮する第一遊撃部隊はリンガ泊地から出動し、ブルネイ湾で補給の後、10月22日朝に出撃した。
10月23日未明、パラワン水道において栗田艦隊は米潜水艦「ダーター (USS Darter, SS-227) 」「デイス (USS Dace, SS-247) 」により重巡洋艦「愛宕」「摩耶」が沈没、「高雄」が大破して航行不能となるという大打撃を受ける。
愛宕被雷時、二水戦の3隻（能代、沖波、長波）は「愛宕」-「高雄」-「鳥海」-「長門」の左側約2kmほどを航行していた。
第31駆逐隊の2隻（朝霜、長波）は「高雄」（復旧作業中）の護衛を命じられ、栗田艦隊から離脱した。暫定的に「沖波」と「岸波」のみになった第31駆逐隊は、第二水雷戦隊各艦と共にシブヤン海へ向かった。
10月24日のレイテ沖海戦（シブヤン海空襲）で、第31駆逐隊（岸波、沖波）は栗田長官（「大和」座乗）直率の第一部隊第一戦隊としてアメリカ軍機と交戦した。
栗田艦隊は、「武蔵」沈没、3隻損傷離脱（妙高、浜風、清霜）という損害を受けた。
翌10月25日朝、第一遊撃部隊（栗田艦隊）はサマール島沖で米軍機動部隊（護衛空母部隊）を追撃する（サマール島沖海戦）。

第二水雷戦隊の戦果は僅少だった。
この海戦において第七戦隊旗艦の重巡「鈴谷」は至近弾により魚雷発射管が炎上して爆発を起こし、瀕死の状態となった。
第七戦隊司令官白石萬隆少将は健在の重巡「利根」を呼び寄せ、「利根」から派遣されたカッターボートを使用して脱出する（「利根」に第七戦隊旗艦変更）。同時に「沖波」と「雪風」に対し「鈴谷」の生存者と「利根」の短艇乗員の救助収容を命じたが、「雪風」にはすでに第十戦隊司令官木村進少将より原隊復帰命令が出されており、姉妹艦と合流して去っていた。単艦行動となった「沖波」は、波浪と空襲に悩まされながら約6時間にわたり救助活動を行い、「鈴谷」の艦長寺岡正雄大佐以下412名の乗員を救助した。取り残された「利根」のカッターボート乗組員11名（田中春雄中尉含め12名）も収容したが、その後の対空戦闘で4名が戦死した。
しかし、救援を行っているうちに栗田艦隊主力は遠くへ去って単艦となり、寺岡大佐と相談の上、日没をもって救助活動を中止した。
沖波は単独で深夜にサンベルナルジノ海峡を通過した。
翌10月26日、ミンドロ島東方海域で第38任務部隊（マーク・ミッチャー中将）の艦載機の空襲を受け、先行していた栗田艦隊本隊では軽巡「能代」（第二水雷戦隊旗艦）が沈没した。本隊から遅れていた「沖波」はのべ40機に襲撃され、至近弾で舵を損傷したものの>、「鈴谷」と「利根」乗組員の協力を得て空襲を切り抜けた。
同日、「沖波」はセミララ島に座礁した姉妹艦「早霜」（第2駆逐隊所属、舞鶴建造艦）を発見し接近した。燃料に海水が混じったため「早霜」の使用可能燃料は5トン程度しかなく、「沖波」も余裕はなかったが横付して補給を開始する。この時、「沖波」と「早霜」は姉妹艦「藤波」（第32駆逐隊）が約10km程沖合を航行するのを発見した。だが「藤波」は空襲を受け、2隻の目前で轟沈した。「藤波」は前日に沈没した重巡「鳥海」の乗組員を救助していたが、「鳥海」「藤波」とも1人の生存者もいなかった。またアメリカ軍機も2隻を襲ってきたため、「沖波」は横付を離して回避に転じる。「沖波」は「早霜」を残してコロン湾へ向かった。
「沖波」はコロン湾を単艦で出港した重巡洋艦「熊野」と合流した。2隻はマニラに向かい、10月28日朝にマニラへ到着した。

### 多号作戦
レイテ沖海戦中の10月下旬、南西方面艦隊司令長官三川軍一中将は、マニラ方面の所在艦艇をもってレイテ島輸送作戦実施を下令する。第31駆逐隊は第二遊撃部隊（指揮官志摩清英中将、第五艦隊司令長官）に編入され、多号作戦への従事を命じられた。「沖波」は浸水被害を抱えたまま多号作戦に参加することになった。
10月29日のマニラ空襲では、重巡洋艦「那智」に被害があっただけで、「沖波」以下多号作戦参加艦艇に被害はなかった。
10月31日7時、多号作戦第二次輸送部隊（警戒部隊〈霞、沖波、曙、潮、初春、初霜〉、松山光治少将指揮下の護衛部隊〈沖縄、占守、海防艦11号、13号〉、輸送船〈能登丸、香椎丸、金華丸、高津丸〉）としてマニラを出撃した。警戒部隊は、一番隊（霞〔第一水雷戦隊司令官木村昌福少将旗艦〕、沖波）、二番隊（曙、潮）、三番隊（初春、初霜）という編成だった。
翌11月1日日中、第二次輸送部隊は米軍機少数に襲撃されたが、味方直衛戦闘機の活躍で撃退に成功した。夕刻、第二次輸送部隊はレイテ島オルモック湾に到着して兵員や軍需品の揚陸を開始した。揚陸作業中、「沖波」は「霞」と組んでオルモック湾の南西方向を警戒した。
11月2日朝より、第二次輸送部隊はP-38とB-24の攻撃を受ける。正午以降の対空戦闘で輸送船「能登丸」（日本郵船、7,191トン）が沈没、駆逐艦「潮」が損傷した。「能登丸」が沈没したものの、輸送作戦は成功をおさめた。第二次輸送部隊を指揮する第一水雷戦隊司令官・木村昌福少将は、同日19時に第二次輸送部隊を出港させた。復航では、「第9号輸送艦」も第二次輸送部隊に加わった（同艦は、11月2日4時30分オルモック着）。途中、木村司令官の指定により3隻（初春、初霜、第9号）はパナイ島北東で応急修理中の「第131号輸送艦」を救援するため分離。
11月4日朝、第二次輸送部隊はマニラに帰投した。別働の4隻も翌朝、マニラに帰投した。
「沖波」はマニラで多号次期作戦に備えて待機した。
11月5日、米海軍機動部隊艦載機によるマニラ空襲により、第五艦隊旗艦の重巡「那智」が沈没、駆逐艦「曙」が損傷。「那智」を掩護していた「沖波」も損傷を受け戦傷者多数、艦長は入院するに至った。
11月13日、第38任務部隊艦載機はマニラに空襲を敢行した。朝からの波状攻撃により軽巡「木曾」、駆逐艦複数隻（曙、初春、秋霜）などマニラ在泊中の艦船は次々と被害を受けた。「沖波」もマニラ湾にて攻撃を受けて損傷、火災が発生した。「朝霜」や「沖縄」等の救援により陸岸に移動して消火に成功したが、浸水が進みマニラ市街西方8マイルの地点（北緯14度35分 東経120度50分 / 北緯14.583度 東経120.833度）で着底した。この時点で、「沖波」に残る乗組員は約30数名となった。生存者のうち178名はフィリピンの戦いにおける陸上兵力に転用されている。
11月20日、牧野中佐は「沖波」駆逐艦長の任を解かれた（12月10日、転勤。艦長代理は沖波砲術長）。
11月25日、多号作戦第五次作戦に従事していた「第9号輸送艦」は空襲により損傷、同艦航海長（袴田徳男大尉）が戦死する。「沖波」航海長の佐々木幸康大尉は臨時の「第9号輸送艦」航海長に任命され、ひきつづき多号作戦に従事することになった。
12月11日、福岡徳治郎大佐は第31駆逐隊司令の職務を解かれた。
12月31日、総員退去。
1945年（昭和20年）1月7日、「沖波」は爆破処理された。
1月10日、「沖波」を含む夕雲型駆逐艦6隻（長波、浜波、沖波、岸波、早霜、秋霜）は艦艇類別等級表から削除された。同時に帝国駆逐艦籍から除籍。第31駆逐隊も解隊された。

## 歴代艦長
艤装員長
1. 牧野坦 中佐：1943年11月6日[34] - 1943年12月10日[37]

駆逐艦長
1. 牧野坦 中佐：1943年12月10日[37] - 1944年11月20日[198]

### 注
1. ↑  この時点で、第31駆逐隊所属艦は「長波」のみ。「沖波」「岸波」「朝霜」の編入で4隻編制となる。
2. ↑  タウイタウイ出撃時の編成は、「大和」「武蔵」「能代」「島風」「沖波」「野分」「山雲」。他に別働中の「妙高」「羽黒」「朝雲」。
3. ↑  軽巡「木曾」、駆逐艦「曙」「秋霜」「初春」など。
4. ↑  通称号「雷」師団長高品彪陸軍中将、歩兵第18連隊（連隊長門間健太郎大佐）、歩兵第38連隊（連隊長末長常太郎大佐）、歩兵第50連隊（連隊長緒方敬志大佐）
5. ↑  このうちの一人が横井庄一
6. ↑  戦史叢書では「崎戸丸」と表記[65]。
7. ↑  崎戸丸乗船者約3900名中、連隊長含め戦死者約2200名、生存者約1720名内重傷570、兵器資材喪失[69][70]。
8. ↑  「安芸丸」の船首に魚雷1本命中、速力低下、戦死約30名[70][71]。
9. ↑  その後、1コ大隊を残してテニアン島へ進出した。
10. ↑  戦艦（大和、武蔵）、軽巡「能代」、護衛艦艇（島風、沖波、山雲、野分）
11. ↑  水無月（6月6日）[98]、早波（6月7日）[99]、谷風（6月9日、詳細前述）
12. ↑  この時点での攻撃部隊は、戦艦（大和、武蔵）、第五戦隊（妙高、羽黒）、軽巡（能代）、駆逐艦部隊（島風、沖波、朝雲、山雲、野分）。
13. ↑    - 第一戦隊：大和、武蔵
  - 第四戦隊：愛宕、高雄、鳥海
  - 第七戦隊：熊野、鈴谷、利根、筑摩
  - 第二水雷戦隊：第27駆逐隊（時雨、五月雨）、第31駆逐隊（岸波、沖波、長波、朝霜）、浜波、島風
14. ↑  第三戦隊（金剛、榛名）、長門、最上、第十戦隊（一部艦艇欠）
15. ↑  第二艦隊司令部（司令長官・栗田健男中将、参謀長小柳冨次少将）と第一戦隊司令部（司令官・宇垣纏中将）は共に「大和」座乗。
  -  第一戦隊：大和、武蔵、長門]]
  - 第五戦隊：妙高、羽黒、鳥海（臨時編入）
  - 第二水雷戦隊：軽巡洋艦「能代」（旗艦）、第2駆逐隊（早霜、秋霜）、第31駆逐隊（岸波、沖波〉、第32駆逐隊（浜波、藤波）、島風
16. ↑  戦史叢書では415名[21]。
17. ↑  「鈴谷」については沈まない場合は雷撃処分も下令されていたが[21][160]、13時20分に沈没した[161]。
18. ↑  サマール島沖海戦に参加した「熊野」は、駆逐艦「ジョンストン」の魚雷で艦首を喪失していた[20]。